# Серёдкин, Евгений Александрович
Евгений Александрович Серёдкин (12 декабря 1922 — 7 июля 1970) — советский лётчик штурмовой авиации в годы Великой Отечественной войны, Герой Советского Союза (1.07.1944). Капитан.

## Биография
Евгений Серёдкин родился 12 декабря 1922 года в селе Черепаново (ныне — город в Новосибирской области). Окончил десять классов школы.
В январе 1941 года Серёдкин был призван на службу в Рабоче-крестьянскую Красную Армию. В 1942 году он окончил Омскую военную авиационную школу пилотов. С марта 1943 года — на фронтах Великой Отечественной войны. Всю войну прошёл в рядах 672-го штурмового авиационного полка. В боях три раза был ранен.
К февралю 1944 года старший лейтенант Евгений Серёдкин был заместителем командира эскадрильи 672-го штурмового авиаполка 306-й штурмовой авиадивизии 9-го смешанного авиакорпуса 17-й воздушной армии 3-го Украинского фронта. К тому времени он совершил 110 боевых вылетов на штурмовку скоплений боевой техники и живой силы противника, его важных объектов, нанеся ему большие потери.
Указом Президиума Верховного Совета СССР от 1 июля 1944 года за «образцовое выполнение боевых заданий командования на фронте борьбы с немецкими захватчиками и проявленные при этом отвагу и геройство» старший лейтенант Евгений Серёдкин был удостоен высокого звания Героя Советского Союза с вручением ордена Ленина и медали «Золотая Звезда» за номером 3471.
В апреле 1948 года капитан Е. А. Серёдкин уволен в запас.
Проживал в Новосибирске. Работал в Новосибирском аэропорту и на предприятиях Гражданского Воздушного Флота, в Новосибирском аэроклубе и на железнодорожной станции Инская. Умер 7 июля 1970 года, похоронен на Инском кладбище Новосибирска.

## Награды
- Герой Советского Союза (1.07.1944)
- Орден Ленина (1.07.1944)
- Два ордена Красного Знамени (21.09.1943, 18.03.1944)
- Орден Александра Невского (30.09.1944)
- Орден Отечественной войны 1-й степени (7.10.1943)
- Орден Красной Звезды (7.08.1943)
- Ряд медалей[1]

## Память
- В честь Серёдкина названы улицы в Новосибирске и Черепаново[1].
- Навечно зачислен в списки воинской части внутренних войск.
- Увековечен на Аллее Героев у Монумента Славы в Новосибирске и на Аллее памяти в Черепаново.